# Shotwick
Shotwick – wieś w Anglii, w hrabstwie ceremonialnym Cheshire, w dystrykcie (unitary authority) Cheshire West and Chester. Leży 9 km na północny zachód od miasta Chester i 274 km na północny zachód od Londynu.